# Sibbarp-Dagsås församling
Sibbarp-Dagsås församling är en församling i Varbergs och Falkenbergs kontrakt i Göteborgs stift. Församlingen ingår i Tvååkers pastorat och ligger i Varbergs kommun i Hallands län.

## Administrativ historik
Församlingen bildades 2006 av Dagsås församling och Sibbarps församling och är därefter annexförsamling i pastoratet Tvååker, Spannarp och Sibbarp-Dagsås.

## Kyrkor
- Sibbarps kyrka
- Dagsås kyrka